# 스쿨 타이
스쿨 타이(School Ties)는 1992년 개봉한 미국의 영화이다.
1950년대 뉴잉글랜드의 명문 학교를 배경으로 하고 있으며, 미식 축구 장학금으로 입학한 주인공과 급우들이 펼치는 청춘 드라마를 그리고 있다.
브렌던 프레이저, 맷 데이먼, 크리스 오도널, 콜 하우저, 벤 애플렉 등이 출연한다.

## 배역
- 브렌던 프레이저 - 데이비드 그린 역
- 맷 데이먼 - 찰리 딜런 역
- 크리스 오도널 - 크리스 리스 역
- 콜 하우저 - 잭 코너스 역
- 벤 애플렉 - 체스티 스미스 역

## 촬영
펜실베이니아주 스크랜턴의 버스 터미널 장면은 매사추세츠주 레민스터의 주류 판매 면허점에서 촬영되었다. 스킵스 블루 문 디너의 장면은 매사추세츠주 가드너에서 촬영되었다. 대부분의 촬영장면은 매사추세츠 주의 콩코드에서 촬영되었다. 또한, 그로턴 스쿨, 우스터 아카데미, 로런스 아카데미 엣 그로턴, 세인트마크스 스쿨도 촬영지로 사용되었다.

## 평가
영화는 대체적으로 좋은 평을 받았다. 로튼토마토에서는 68%를 차지했다.